# Premis Ondas 2010
Els Premis Ondas 2010 van ser la cinquanta-setena edició dels Premis Ondas, van ser atorgats el 3 de novembre de 2010. En aquesta edició es van premiar 24 programes i professionals entre les més de 750 candidatures de 15 països.
La gala de lliurament de premis va tenir lloc el 19 de novembre de 2010 al Gran Teatre del Liceu de Barcelona. Aquesta gala va ser presentada per Javier Hoyos i Juanma Ortega i amenitzada per Florentino Fernández i Dani Martínez. Va comptar amb les actuacions de Dani Martín i Albert Hammond, Hurts, Ana Torroja, La Shica amb Javier Limón i Raphael.

## Premis de Ràdio
- Premios Ondas Internacionales de Radio: Kinder von Sodom und Gomorrha Arxivat 2017-05-14 a Wayback Machine. RBB-Kulturradio
- Menciónespecial del Jurat: La Evolución de las Especies: Un viaje en el tiempo. RNE
- Millor Programa: Hoy por hoy. Cadena SER.
- Millor tractament informatiu: Catalunya Ràdio
- Premi a la trajectòria o labor professional més destacada: Carlos Herrera. (Onda Cero)
- Premi Especial del Jurat: Juan Claudio Cifuentes "Cifu". RNE

### Premis de publicitat a la ràdio
- Millor cunya de ràdio: “Madre Mía”, Renault Mégane (Agència: Publicis Comunicación España)
- Millor campanya de ràdio: “Premios Emprendedores”, Bancaja (Agencia: Remo Advertising)
- Millor equip creatiu de publicitat en ràdio: Shackelton

## Premis Ondas iberoamericans de ràdio i televisió
- Millor emissora de ràdio: ADN Radio Xile.

## Premis de televisió
- Premi Especial del Jurat: Pasapalabra. Telecinco
- Millor programa d'entreteniment: La hora de José Mota. TVE
- Millor programa d'actualitat o cobertura especial: La Sexta i TV3
- Premi a la innovació o a la qualitat televisiva: Canal+
- Millor presentador/a: Susanna Griso, Antena 3
- Millor sèrie espanyola: Águila Roja, TVE
- Millor intèrpret masculí en ficció nacional: Paco León per Aída. Telecinco
- Millor intèrpret femení en ficció nacional: Natalia Verbeke per Doctor Mateo. Antena 3
- Millor programa emès per emissores o cadenes no nacionals: Arròs covat. TV3
- Premi internacional de televisió: 21 Días en una mina (Cuatro),
- Menció especial del jurat: Apocalypse, la Seconde Guerre mondiale de France 2

## Premis de música
- Millor cançó: Looking for Paradise – Alejandro Sanz
- Millor àlbum: Paraíso Express – Alejandro Sanz
- Millor artista o grup espanyol: Alejandro Sanz
- Millor artista o grup llatí/ internacional: Shakira
- Premi a la trajectòria professional: Raphael